# Wilhelm Schneckenburger
Wilhelm „Willi“ Schneckenburger (Tübingen, 30 maart 1891 - Belgrado, 18 oktober 1944) was een Duitse officier en General der Infanterie tijdens de Tweede Wereldoorlog.

## Leven
Op 30 augustus 1909 trad Schneckenburger als Fahnenjunker in dienst van het Württembergs leger. Hij werd bij het 10. Württembergisches Infanterie-Regiment Nr. 180 geplaatst. Hij avanceerde tot 1911 in het Infanterie-Regiment „König Wilhelm I.“ (6. Württembergisches) Nr. 124. Op 16 juni 1910 werd hij tot Fähnrich bevorderd. Na het succesvol afsluiten van de opleiding aan de Kriegschule (militaire school), werd Schneckenburger op 27 januari 1911 tot Leutnant bevorderd.

### Eerste Wereldoorlog
Nog voor het begin van de Eerste Wereldoorlog behoorde hij nog tot het Infanterie-Regiment „König Wilhelm I.“ (6. Württembergisches) Nr. 124. Met deze eenheid ging hij de Eerste Wereldoorlog in. Op 29 september 1915 werd hij tot compagniecommandant van de MG-compagnie van het 246e Infanterieregiment benoemd. Op 18 april 1916 werd hij tot Oberleutnant bevorderd. Op 30 januari 1917 werd hij als ordonnansofficier naar de 54e Reservedivisie overgeplaatst. Op 10 juli 1918 werd hij bij de Generale Staf van de Oostzee-divisie in Finland geplaatst. Op 28 december 1918 keerde Schneckenburger terug bij het Infanterie-Regiment „König Wilhelm I.“ (6. Württembergisches) Nr. 124. Schneckenburger werd tijdens de Eerste Wereldoorlog met de beide klassen van het IJzeren Kruis 1914 en het  Gewondeninsigne 1918 in zwart onderscheiden.

### Interbellum
Na de Eerste Wereldoorlog werd Schneckenburger als Oberleutnant in de Reichswehr opgenomen. Vanaf 1 oktober 1919 behoorde hij tot het Reichswehr-Schützen-Regiment 26. Hij diende als adjudant in het 13 Infanterieregiment. Deze eenheid behoorde in het voorjaar van 1920 ook tot het 200.000 man sterke overgangsleger. Bij het opbouwen van het 100.000 man sterke Reichsheer van de Reichswehr, werd hij in het 13. (Württ.) Infanterie-Regiment opgenomen. Het jaar daarop was hij als compagnieofficier bij deze eenheid geplaatst. Op 1 december 1922 werd hij tot Hauptmann bevorderd. Tegelijk werd hij naar de staf van het 3e bataljon in het 13. (Württ.) Infanterie-Regiment in Ulm geplaatst. In 1924/1925 werd hij voor vijf jaar als chef van de 5e compagnie van het 13. (Württ.) Infanterie-Regiment in Ludwigsburg benoemd. Daarna werd hij voor vier jaar als regimentsadjudant van het 13. (Württ.) Infanterie-Regiment in Ludwigsburg ingezet. Op 1 oktober 1929 werd hij in de staf van de Infanterieführer III in Potsdam geplaatst. In 1929/1930 nam hij aan een leergang van Hans Wolfgang Reinhard en Walter Model deel, waaraan ook veel toekomstige generaals, zoals Alfred Jodl, Adolf Heusinger en de Gustav Heisterman von Ziehlberg, deelnamen. In het jaar daarop, werd hij op 1 oktober 1930 naar de staf van de 5e divisie van de Reichswehr in Stuttgart geplaatst. Op 1 oktober 1930 werd hij tot Major bevorderd. Nog dezelfde dag werd hij naar de staf van de Infanterieführer V ook in Stuttgart geplaatst. Op 1 juli 1934 werd Schneckenburger tot Oberstleutnant bevorderd. Op 1 oktober 1934 werd hij tot Erste Generalstabsoffizier (1e Generale Stafofficier) van de 9e Infanteriedivisie benoemd. Op 1 oktober 1935 werd Schneckenburger naar de Generale Staf van de Wehrmachtsacademie overgeplaatst. Op de academie werd hij op 1 augustus 1936 tot Oberst bevorderd. Als Oberst werd hij op 1 oktober 1936 als afdelingschef van de afdeling (Generalstabsausbildung und Vorschriften) in de Generale Staf van het Heer in het Reichskriegsministerium (RKM) (Rijksministerie van Oorlog) ingezet. In het ministerie leidde hij de 11e afdeling onder de leiding van de Oberquartiermeister II (O Qu II) (Opperkwartiermeester).

### Tweede Wereldoorlog
Tijdens de mobilisatie voor de Tweede Wereldoorlog, werd Schneckenburger tot chef van de Generale Staf van de plaatsvervangend Generalkommando III in Berlijn benoemd. Als chef van de Generale Staf van de plaatsvervangend Generalkommando III werd hij op 1 juli 1940 tot Generalmajor bevorderd. Op 4 oktober 1940 werd hij weer afgelost. De volgende dag werd hij tot commandant van het nieuw opgerichte 125e Infanteriedivisie benoemd. In het voorjaar van 1941 gaf hij leiding aan de 125e Infanteriedivisie tijdens de Balkanveldtocht. Zomer 1941 nam Schneckenburger met zijn divisie aan Operatie Barbarossa deel, en viel het zuiden van Rusland aan. Eind 1941 was hij met de beide klassen van het Herhalingsgesp bij IJzeren Kruis 1939 onderscheiden. Op 5 mei 1942 werd hij met het Duitse Kruis in goud onderscheiden. Op 1 juli 1942 werd Schneckenburger tot Generalleutnant bevorderd. Vanaf juli 1942 was zijn divisie bij de opmars van het 17. Armee (17e Leger) richting de Kaukasus betrokken. Op 1 augustus 1942 werd hij met het Ridderkruis van het IJzeren Kruis onderscheiden. Op 24 december 1942 gaf hij zijn commando weer af, en werd in het Führerreserve geplaatst. In 1943 werd hij als Duitse generaal bij het 3e Roemeense leger ingezet. Op 5 maart 1943 werd hij daar weer afgelost. Hij werd de dag daarvoor mit der Führung beauftragt (m. d. F. b.) met de leiding van het Generalkommando XVII. Armeekorps belast. Als zodanig werd hij op 20 april 1943 tot General der Infanterie bevorderd. Met deze bevordering werd hij tot Kommandierender General (Bevelvoerend-generaal) van het XVII. Armeekorps (17e Legerkorps) benoemd. Met het XVII. Armeekorps (17e Legerkorps) nam hij aan het Donets-Mioes offensief deel. Op 1 augustus 1943 droeg hij zijn commando weer over, en werd weer in het Führerreserve geplaatst. Op 1 juni 1944 werd Schneckenburger tot chef van de Duitse militaire missie in Bulgarije benoemd. Hij werd ook tot Duitse generaal in het opperbevel van de Koninklijke Bulgaarse Wehrmacht gekenmerkt. In september 1944 werd Schneckenburger tot Kommandierender General (Bevelvoerend-generaal) van het korps (Generalkommando Schneckenburger of Korps Belgrad) in Belgrado benoemd. Dit korps vocht vervolgens in Kroatië, Montenegro en Servië. Op 13 oktober 1944 raakte Schneckenburger ernstig gewond na een luchtaanval. Hij stierf de volgende dag in een veldhospitaal aan zijn verwondingen.

## Familie
Op 4 juli 1938 trouwde Schneckenburger met Johanna Ilse von Alvensleben (1897–1972). Von Alvensleben was als eerder met Johann Benedik von Gröling getrouwd geweest. Schneckenburger was al eerder getrouwd geweest met Martha Heymons (geboren Pohlmann (overleden 7 juni 1937)).

## Militaire carrière
- General der Infanterie: 20 april 1943 (RDA vanaf 1 mei 1943)[3][5][9][10]
- Generalleutnant: 1 juli 1942[3][5][9][10]
- Generalmajor: 1 juli 1940[3][5][9][10]
- Oberst: 1 augustus 1936[3][9]
- Oberstleutnant: 1 juli 1934[3][9]
- Major: 1 oktober 1931 (RDA vanaf 1 februari 1931)[9]
- Hauptmann: 1 december 1922[9]
- Oberleutnant: 18 april 1916[9]
- Leutnant: 27 januari 1911[3][9]
- Fähnrich: 16 juni 1910[9]
- Fahnenjunker: 30 augustus 1909[3][9]

## Onderscheidingen
- Ridderkruis van het IJzeren Kruis op 1 augustus 1942 als Generalleutnant en Commandant van de 125e Infanteriedivisie[2][3][5][10][11][12]
- Duitse Kruis in goud op 5 mei 1942[2][3][5][10][11][12]
- IJzeren Kruis 1914, 1e Klasse[3][9][12] en 2e Klasse[3][9][12]
- Herhalingsgesp bij IJzeren Kruis 1939, 1e Klasse[3] (9 augustus 1941)[2][12] en 2e Klasse[3] (27 juli 1941)[2][12]
- Medaille voor Militaire Verdienste (Württemberg) op 12 mei 1915
- Ridder in de Militaire Orde van Verdienste (Württemberg)[12] op 20 februari 1917
- Dienstonderscheiding van Leger en Marine, 1e Klasse (25 dienstjaren)[12]
- Erekruis voor Frontstrijders in de Wereldoorlog[12] in 1934[3]
- Medaille Winterschlacht im Osten 1941/42[12]
- Orde van Michaël de Dappere, 3e Klasse op 7 mei 1943
- Gewondeninsigne 1918 in zwart[2][9][12]
- Gewondeninsigne 1939 in goud[5]
- Hij werd genoemd in het Wehrmachtsbericht. Dat gebeurde op:
- 27 juli 1942[12], citaat Wehrmachtsbericht[13]:
  - „Bei der Erstürmung der Stadt Bataisk haben sich der Kommandierende General eines Armeekorps, General der Gebirgstruppen Konrad, und der Kommandeur einer infanteriedivision, Generalleutant Schneckenburger, besonders ausgezeichnet. Sie haben unter persönlichen Einsatz an der Spitze der angreifenden Truppen am 26. Juli die Stadt gestürmt."
  - „Bij het bestormen van de stad Bataisk hebben de Bevelvoerend-generaal van een legerkorps, Generaal der Bergtroepen Konrad, en de Commandant van een infanteriedivisie, Luitenant-generaal Schneckenburger, zich bijzonder onderscheiden. Zij hebben onder persoonlijke inzet aan de punt van de aanvallende troepen op 26 juni de stad bestormd."